# Disjoncté
Pour le prisonnier de fiction, voir Charles Patoshik.
Pour plus de détails, voir Fiche technique et Distribution.
Disjoncté ou Le Gars du câble au Québec (The Cable Guy) est un film américain réalisé par Ben Stiller et sorti en 1996.

## Synopsis
Steven Kovacs (Matthew Broderick) emménage dans un nouvel appartement. Il décide de faire appel à la compagnie du câble afin de pouvoir profiter de sa télévision. L'homme en question, se présentant comme Ernie « Chip » Douglas (Jim Carrey), refuse d'être payé pour ses services. L'ambition de « Chip » est d'avoir un ami avec qui partager sa passion pour la télévision et ses autres activités. Au fur et à mesure de leurs relations amicales, Chip va se révéler être un individu complètement disjoncté et très envahissant, faisant vivre un enfer impossible au pauvre Steven qui ne demandait qu'à pouvoir profiter de sa tranquillité devant ses programmes favoris grâce à l’installation du câble.

## Fiche technique
- Titre français : Disjoncté
- Titre québécois : Le Gars du câble
- Titre original : The Cable Guy
- Réalisation : Ben Stiller
- Scénario : Lou Holtz Jr.
- Directeur de la photographie : Robert Brinkmann
- Musique : John Ottman
- Montage : Steven Weisberg
- Directeur artistique : Jeff Knipp
- Chef décoratrice : Sharon Seymour
- Costumière : Erica Edell Phillips
- Producteurs délégués : Judd Apatow, Andrew Licht et Jeffrey A. Mueller
- Coproducteur : William S. Beasley
- Société de production : Columbia Pictures et Licht/Mueller Film Corporation
- Société de distribution : Columbia Pictures
- Pays de production :  États-Unis
- Langue originale : anglais
- Budget : 47 millions de dollars
- Box-office  États-Unis : 60 240 295 dollars[1],[2]
- Box-office  France : 207 709 entrées[3]
- Box-office  Mondial : 102 825 796 dollars[1]
- Genre : Comédie noire
- Durée : 96 minutes
- Dates de sortie en salles :
  - États-Unis  et Canada : 14 juin 1996
  - France : 13 novembre 1996

## Distribution
- Jim Carrey (VF : Emmanuel Curtil) (VQ : Daniel Picard) : Ernie « Chip » Douglas / Alfred Tate / Ricky Ricardo
- Matthew Broderick (VF : Jean-Pierre Michaël) (VQ : Joël Legendre) : Steven M. Kovacs
- Leslie Mann (VF : Françoise Cadol) (VQ : Natalie Hamel-Roy) : Robin Harris
- George Segal (VF : Daniel Beretta) : Le père de Steven
- Diane Baker (VF : Danièle Hazan) : La mère de Steven
- Jack Black (VF : Michel Mella) (VQ : Pierre Auger) : Rick
- Lulu Marron : Dove Popov
- Ben Stiller (VF : Maurice Decoster) (VQ : Daniel Lesourd) : Sam et Stan Sweet
- Owen Wilson (VF : Emmanuel Jacomy) (VQ : Benoit Rousseau) : Le petit ami de Robin
- Eric Roberts : Lui-même
- Janeane Garofalo (VF : Annie Balestra) : La serveuse du Medieval Times
- Amy Stiller : La secrétaire de Steven Kovacs.
- Andy Dick (VF : Lionel Henry) : L'hôte du Medieval Times
- David Cross : Sales Manager
- Joel Murray : Un joueur de basketball
- Paul Greco (en) : Raul
- Kathy Griffin (VF : Élisabeth Margoni) : La mère de Ernie « Chip » Douglas.
- Charles Napier (VF : Patrice Melennec) : L'officier de police
- Bob Odenkirk : Le frère de Steven
- Larry King : Lui-même
- Conan O'Brien : Lui-même
- Misa Koprova : Heather (prostituée a la fête)

Voix additionnelles : Sabrina Lerquin, Hervé Grull, Joël Martineau, Gérard Rinaldi, Virginie Ledieu, Bernard Alane, Thierry Desroses, Paul Nivet, Bernard Alane, Jérôme Keen, Jean Barney, Olivier Proust

## Autour du film
- Disjoncté marque la première collaboration cinématographique entre Ben Stiller et Owen Wilson. Ils joueront véritablement ensemble pour la première fois dans Permanent Midnight. Ils se retrouveront pour Mon beau-père et moi et ses suites, La Famille Tenenbaum, Zoolander et sa suite, Starsky & Hutch et La Nuit au musée et ses suites.
- Disjoncté est aussi une critique de la télévision : lorsque « Chip » prend en otage Robin, il saute d'une plate-forme sur la parabole afin de sauver les enfants de l'influence « néfaste » de la télévision.
- À plusieurs reprises dans le film, nous pouvons voir Ben Stiller interpréter le rôle d'une ancienne star de télévision jugée à son procès au tribunal pour avoir tué son frère jumeau.
- Second long-métrage de Ben Stiller comme réalisateur après Génération 90, Disjoncté n'a pas rencontré le succès commercial attendu aux États-Unis, mais est le deuxième plus grand succès mondial de Stiller derrière la caméra après Tonnerre sous les Tropiques.
- C'est durant ce tournage que Leslie Mann (Robin) rencontre celui qui deviendra son époux, Judd Apatow, alors producteur du film.
- Une autre version comporte une fin montrant la mort de Chip Douglas, ainsi que la reprise de Somebody To Love par Jim Carrey au générique final.
- La propre sœur de Ben Stiller, Amy Stiller, joue le rôle de la secrétaire de Steven Kovacs.
- Dans l'épisode 3 de la saison 11 de la serie animé Les Simpson , lors de la visite au planetarium restaurant de springfield , des objets de collections y sont accrocher notamment le scenario du film qu'Homer qualifiera de mauvais et qui a failli couter la carrière de Jim carrey .
- La scène où Steven quitte la salle de bain en peignoir pour aller ouvrir à un Chip impatient fait référence à la scène post-générique de "La Folle Journée de Ferris Bueller". Le personnage est, d'ailleurs, interprété par Matthew Broderick.